# Mark Hylton (Leichtathlet)
Mark David Hylton (* 24. September 1976 in Slough) ist ein ehemaliger britischer Sprinter, dessen Spezialstrecke der 400-Meter-Lauf war.
Der U23-Europameister von 1997 hatte seine größten Einzelerfolge in der Halle, in der er von 1995 bis 1997 englischer Meister wurde. 2001 wurde er Fünfter bei den Leichtathletik-Hallenweltmeisterschaften in Lissabon.
In der 4-mal-400-Meter-Staffel gehörte Mark Hylton bei den Leichtathletik-Weltmeisterschaften 1995 zum britischen Team, das auf den vierten Platz kam. Jeweils eine Silbermedaille erhielt er bei den Olympischen Spielen 1996 in Atlanta und bei den Weltmeisterschaften 1997 in Athen, auch wenn er bei beiden Turnieren nur im Vorlauf eingesetzt wurde.
1998 gewann er in Finaleinsätzen Silber mit der englischen Stafette bei den Commonwealth Games in Kuala Lumpur und Silber mit der britischen Stafette bei den Leichtathletik-Europameisterschaften in Budapest. 2002 folgte eine Goldmedaille bei den Commonwealth Games in Manchester, bei denen er im Vorlauf zum englischen Quartett gehörte.
Mark Hylton startete für den Windsor Slough Eton & Hounslow Athletic Club.

## Persönliche Bestzeiten
- 400 m: 45,24 s, 12. August 1998, Zürich
  - Halle: 45,83 s, 9. Februar 1997, Birmingham